# Robert Thomas (giocatore di football americano)
Robert Thomas (El Centro, 17 luglio 1980) è un ex giocatore di football americano statunitense.

## Nella NFL
Debutta nella NFL come rookie nella stagione 2002, venendo scelto dai St. Louis Rams nel draft di quell'anno. Gioca 16 partite, di cui 10 da titolare, facendo 36 tackle e 2 deviazioni difensive. L'anno successivo stabilisce il proprio record personale di tackle (71) e di sack (2) in una stagione in cui entra in campo 12 volte. Rimane ai Rams anche l'anno successivo. Nel 2005 passa ai Green Bay Packers, dove gioca dieci partite, e l'anno successivo si trasferisce agli Oakland Raiders, con cui rimane per due anni. Nella sua prima stagione coi Raiders non parte mai titolare, mentre l'anno successivo è titolare in 10 delle 14 partite disputate.
Il 3 settembre 2008 viene svincolato, salvo poi essere rimesso sotto contratto il 21 ottobre successivo. Il 5 novembre viene definitivamente svincolato e l'8 aprile 2009 firma per i Washington Redskins, da cui viene svincolato il 9 settembre dello stesso anno.